# Pöllwitzer Wald
Pöllwitzer Wald este o arie protejată (arie specială de conservare — SAC, sit de importanță comunitară — SCI) din Germania întinsă pe o suprafață de 962 ha, integral pe uscat.

## Localizare
Centrul sitului Pöllwitzer Wald este situat la coordonatele 50°38′19″N 12°04′52″E / 50.6386°N 12.0811°E.

## Înființare
Situl Pöllwitzer Wald a fost declarat sit de importanță comunitară în septembrie 2000 pentru a proteja 17 specii de animale. Situl a fost protejat și ca arie specială de conservare în iulie 2008.

## Biodiversitate
Situată în ecoregiunea continentală, aria protejată conține 10 habitate naturale: Ape stătătoare oligotrofe până la mezotrofe, cu vegetație de Littorelletea uniflorae și/sau de Isoëto-Nanojuncetea, Lacuri eutrofice naturale cu vegetație de tip Magnopotamion sau Hydrocharition, Cursuri de apă de la nivel de câmpie la nivel montan, cu vegetație Ranunculion fluitantis și Callitricho-Batrachion, Pajiști uscate europene, Formațiuni ierboase bogate în specii de Nardus, dezvoltate pe substraturi silicioase în zone montane (și în zone submontane, în Europa continentală), Pajiști cu Molinia pe soluri calcaroase, turboase sau argilos-nămoloase (Molinion caeruleae), Fânețe de joasă altitudine (Alopecurus pratensis, Sanguisorba officinalis), Mlaștini turboase de tranziție și turbării mișcătoare, Păduri de fag Luzulo-Fagetum, Păduri aluvionare cu Alnus glutinosa și Fraxinus excelsior (Alno-Padion, Alnion incanae, Salicion albae).
La baza desemnării sitului se află mai multe specii protejate:
- păsări (13): minunița (Aegolius funereus), fâsă de luncă (Anthus pratensis), Charadrius dubius curonicus, barză neagră (Ciconia nigra), ciocănitoare neagră (Dryocopus martius), șoimul rândunelelor (Falco subbuteo), ciuvică (Glaucidium passerinum), sfrâncioc roșiatic (Lanius collurio), sfrâncioc mare (Lanius excubitor excubitor), ciocârlie de pădure (Lullula arborea), gaia roșie (Milvus milvus), mărăcinar (Saxicola rubetra), mărăcinar negru (Saxicola torquatus)
- amfibieni (1): triton cu creastă (Triturus cristatus)
- mamifere (2): liliac cârn (Barbastella barbastellus), liliac comun (Myotis myotis)
- nevertebrate (1): libelule (Leucorrhinia pectoralis)

Pe lângă speciile protejate, pe teritoriul sitului au mai fost identificate 19 specii de plante, 5 specii de amfibieni, 10 specii de mamifere, 44 de specii de nevertebrate, 2 specii de pești, 2 specii de reptile.